# Международная молодёжная библиотека
Международная молодежная библиотека (IYL) (Internationale Jugendbibliothek , IJB) в Мюнхене — это библиотека специализируется на коллекциях детской и молодежной литературы со всего мира, уделяя особое внимание международному сотрудничеству. Эта библиотека является крупнейшей в мире в своем роде и работает с июня 1983 года в замке Блутенбург в мюнхенском районе Оберменцинг, а до этого времени библиотека располагалась в Швабинге.

## Деятельность
Международная молодежная библиотека — это центр международной детской и молодежной литературы. В библиотеке проводятся занятия по чтению, семинары, дискуссии, развивающие программы, выставки.
При поддержке других литературных учреждений библиотека проводит форум международной детской и молодежной литературы.
С 2010 года Международная молодежная библиотека проводит фестиваль «Белые вороны» по международной детской и юношеской литературе, который проводится каждые 2 года.
В 2013 году присуждена первая премия Джеймса Крюсса по международной детской и молодежной литературе среди литературных дебютантов.
Библиотека выпускает список рекомендаций «Белых воронов» и ежегодник «Das Bücherschloss» (Замок книг). Благодаря «Arche Kinder Kalenders» («Календарь Arche для детей») библиотека расширяет культурные горизонты для детей.
Благодаря писательским и кураторским выставочным мастерским, литературному музею библиотека стала ключевым партнером для школ и детских садов.
Детская библиотека содержит более 30 000 книг и электронных носителей на более чем 20 различных языках, которые можно бесплатно предлагаются читателям.

## История
Мюнхенская библиотека была основана в 1949 году журналисткой и писателем Еллой Лепман. Идея имела огромный успех благодаря выставке молодежной книги в 1946 году, материалы с которой легли в основу собрания библиотеки.
14 сентября 1949 года открылась международная молодежная библиотека с собранием более 8000 томов. Идея Джеллы Лепман продвигать терпимость, толерантность и понимание других форм жизни и культур с помощью международных детских и молодежных книг в качестве влиятельного материала была воспринята публикой с большим интересом. Международная молодежная библиотека служит архивом ценных и редких коллекций, а также местом для встреч и общения детей, а также для продвижения гуманистических целей.

## Коллекция
Международные каталоги книг и исторические коллекции библиотеки являются единственными в своем роде и доступны исследователям в научном читальном зале для изучения. Программа стипендий для иностранных ученых, финансируемая Министерством иностранных дел, преследует цель поддержки исследований в области международной детской и юношеской литературы, поддержки иллюстраций и содействия научному обмену и международному сотрудничеству.
Коллекция включает более 600 000 детских и молодежных книг на 150 языках, в том числе ценные коллекции исторических детских книг. Также в библиотеке имеется более 30 000 наименований международной исследовательской литературы, а также около 150 текущих технических периодических изданий на многих языках.
Каталог книг библиотеки можно найти в Интернете.
Коллекция также пополняется за счет поместья таких авторов, как Джеймс Крюсс или Ханс Бауман.

## Литературные музеи
- Библиотека в замке Блутенбург служит домом для нескольких литературных музеев:
- Музей Михаэля-Энде (открыт в 1998 г.)
- Башня Джеймса Крюсса, комната Эриха-Кестнера
- с июля 2005 г. — Бинетт-Шредер-Кабинетт

В каждом выставочном зале экспонируются многочисленные книги и иллюстрации, письма, дневники и личные статьи представляемых людей.

## Белые вороны
Библиотека также публикует ежегодный список рекомендаций по детской и молодежной литературе « Белые вороны». Каталог ежегодно публикуется на Болонской ярмарке детской книги . Его содержание выбирается жюри языковых специалистов и включает новые выпуски из более чем 40 стран на более чем 30 языках.

## Директора
- 1949—1957: Йелла Лепман
- 1957—1982: Вальтер Шерф
- 1982—1983: Вольфганг Фогельгезанг
- 1983—1992: Андреас Боде
- 1992—2007: Барбара Шариот
- с 2007: Кристиан Раабе

## Примечание
1. ↑  White Ravens Festival 2014. Internationale Jungendbibliothek. Дата обращения: 6 ноября 2014. Архивировано 27 сентября 2020 года.
2. ↑  "Ein frischer, respektloser und unbekümmerter Ton" (нем.). Börsenblatt (14 мая 2013). Дата обращения: 6 ноября 2014. Архивировано из оригинала 3 марта 2016 года.
3. ↑  Das Bücherschloss (нем.). Internationale Jugendbibliothek. Дата обращения: 6 ноября 2014. Архивировано 4 марта 2016 года.
4. ↑  History of the International Youth Library. Internationale Jugendbibliothek. Дата обращения: 6 ноября 2014. Архивировано из оригинала 27 февраля 2017 года.
5. ↑  White Ravens. AutLit. Дата обращения: 22 октября 2020. Архивировано 23 октября 2020 года.
6. ↑  Munich library picks four Iranian children’s books for publication. Theran Times. Дата обращения: 22 октября 2020. Архивировано 26 октября 2020 года.

## внешняя ссылка
- ijb.de/en/home.html — официальный сайт Международная молодёжная библиотека
- Замок Блутенбург, Sitz der IJB
- Foto der Gründerin